# Blue Daisy
「Blue Daisy」（ブルー デイジー）は、日本のバンドthe brilliant greenの19枚目のシングル。2010年6月30日リリース。

## 解説
ワーナーミュージック・ジャパン移籍後の第2作であり、松井亮の脱退により2人体制になってから最初の作品である。レコーディングは奥田俊作の自宅スタジオで行われた。すべての楽器を奥田が演奏し、ミキシング作業まで行っている。
初回生産盤にはミュージック・ビデオの収録されたDVDが付属する。

## 収録曲
1. Blue Daisy [5:53]
作詞：川瀬智子 作曲/編曲：奥田俊作
TBS系トーク番組『ツボ娘』エンディングテーマ。
2. All Day And All Of The Night [2:30]
作詞/作曲：Raymond Douglas Davis 編曲：奥田俊作
イギリスのバンド・キンクスの同名曲のカバー[1]。
3. BLUE SUNRISE [3:18]
作詞：川瀬智子 作曲/編曲：奥田俊作

### DVD
1. Blue Daisy MUSIC VIDEO

## 収録アルバム
- BLACKOUT（#1, #3）
- THE SWINGIN' SIXTIES